# Понтійські греки
Понті́йці, також понтійські греки (понт. Ρωμαίοι, Ρωμιοί, грец. Πόντιοι; Ελληνοπόντιοι (грецька вимова: [ˈpondii],  [elinoˈpondii]); тур. Pontus Rumları або Karadeniz Rumları) — етнографічна група греків, нащадки вихідців з історичної області Понт на північному сході Малої Азії.
Понтійці - це ім'я греків, які походять з області Понту, тобто південного узбережжя Чорного моря, на північному сході Малої Азії, а також з регіону Кавказу. Вони називають себе римлянами. Присутність греків у регіоні Понту бере свій початок від античності до сучасності, коли більшість із них (християни-понтійці) були переселені до Греції, з обміном населенням, що відбувся після Малоазійської катастрофи 1922 року та геноциду грецьких понтійців. Ті понтійці, які іммігрували до Російської імперії або втекли до СРСР, після короткого періоду процвітання, а потім суворого переслідування з боку сталінського режиму, були змушені переїхати до Греції після розпаду Союзу.
Понтійські греки компактно проживають в Україні, Грузії (абсолютна більшість вже покинула країну), Росії (Кубань республіки та областях Північного Кавказу), Казахстані, Греції, Туреччині та Вірменії. Самоназва — ромеї; наразі прийнята форма «понтіос» (понтієць), яку дали їм греки метрополії. Спілкувались на понтійському діалекті, впродовж XX століття переважно перейшли на російську чи новогрецьку мови.

## Історія
З 8 століття до н. е. стародавні греки засновували свої колонії по берегах Понта Евксінського, тобто Чорного моря, сама область отримала назву Понт із головним містом Трабзон, а союз античних полісів Північного Причорномор'я, відомий в історіографії як Боспорське царство. Втім колонії, що виникли на узбережжі нинішніх Росії, України, Грузії, до 5 століття до н. е. занепали здебільшого через навали полудських племен.
Масове переселення греків на територію Причорномор'я відбулась в середині 15 століття після падіння Константинополя: елліни тікали від османів в єдиновірну Московію. Була тут й ідеологічна складова: московські царі проголосили себе спадкоємцями Візантійської імперії, що також натякало на культурну та релігійну спадкоємність. Російська дипломатія сприяла переселенню греків, останні отримували земельні наділи, певні пільги як звільнення від податків на певний час тощо. Хоча османська влада і намагалася перешкодити відтоку з Османською імперією працьовитих еллінів, при цьому не робилось жодних спроб припинити дискримінацію за конфесійною та національною ознаками. Наприкінці 18 — початку 19 століть на півдні Росії утворились великі грецькі осередки в Одесі, Балаклаві, Таганрозі і в багатьох інших місцях.
В Радянському Союзі проживало близько 360 тисяч еллінопонтійців. В 1942, 1944 і 1949 роках греки радянського Чорноморського узбережжя були вислані до Сибіру та казахстанські степи. Їх везли у товарних вагонах, попередньо передавши все їх майно населенню. Особливо жорстоким було виселення в липні 1944 року з Криму. До розпаду СРСР в Грузії мешкало понад 100 тисяч греків, приблизно стільки ж в Україні (в основному в Донецькій області — див. Греки Приазов'я), на Північному Кавказі — понад 80 тисяч, у Казахстані — близько 30 тисяч, у Вірменії — приблизно 7 тисяч.
На території українського Приазов'я розрізняють гілку понтійців — урумів. Власне урум — турецька назва понтійських греків.

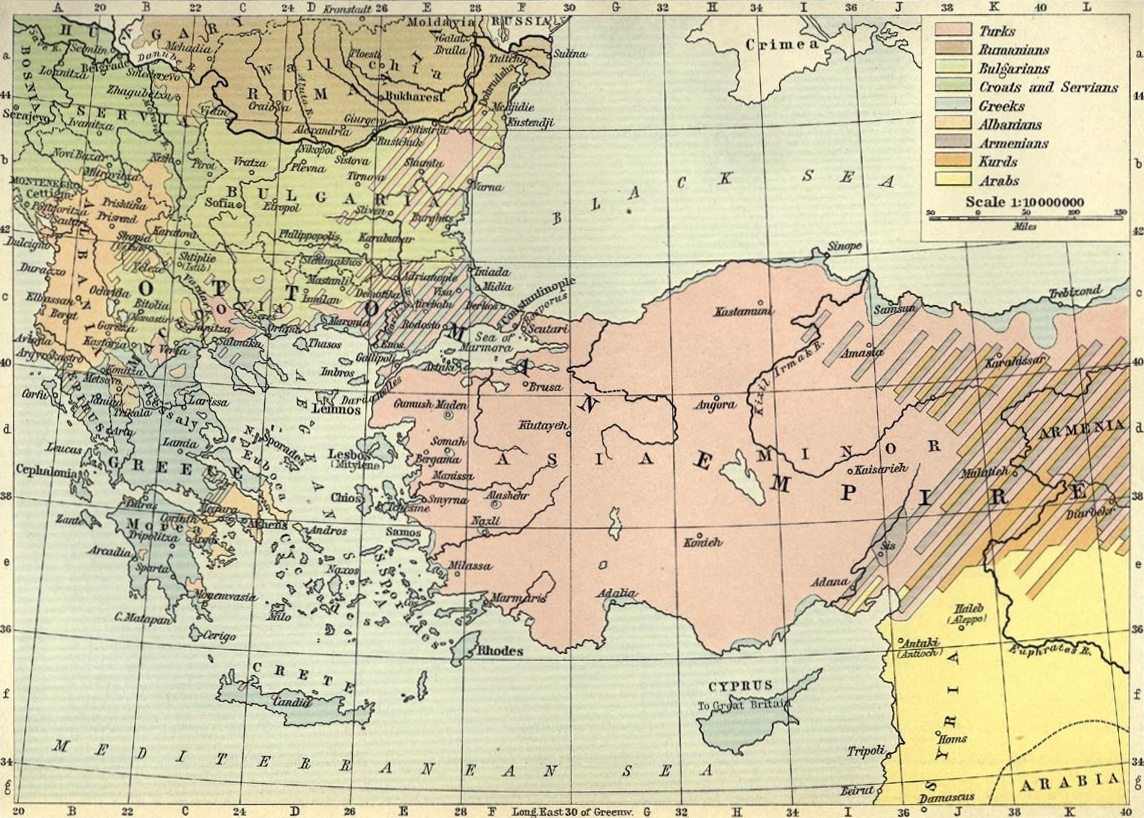
Осередок греків Анатолії та Малої Азії, 1911 рік (виділено блакитним)
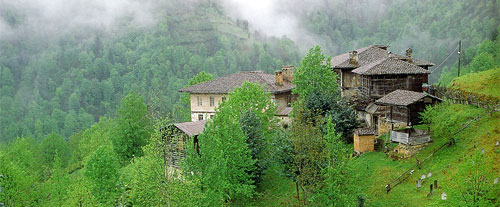
Традиційний сільський будинок понтійського грека, 2005 рік
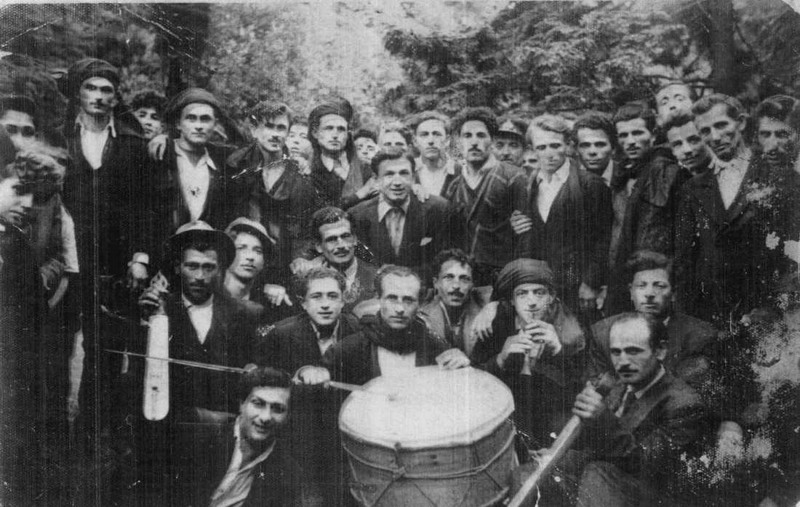
Греки у Трабзоні, 1950-ті роки. Традиційні понтійські музичні інструменти: кеменче, давул та зурна

## Депортація
В 1942, 1944 та 1949 роках понтійських греків радянського Чорноморського узбережжя було депортовано до Сибіру та Казахстану.

## Сучасний етап
Понтійські греки підтримують тісні контакти зі своєю етнічною батьківщиною, головним посередником при цьому виступає Рада греків зарубіжжя, а саме так звана «сьома периферія», до складу якої входять країни колишнього СРСР. Координатор «сьомої периферії» — Іван Саввіді, російський підприємець, депутат Державної думи Російської Федерації. 15—16 лютого 2010 року під час візиту прем'єр-міністра Греції Йоргоса Папандреу в Москві відбулась зустріч Папандреу та Саввіді, на якій було узгоджено проголошення 2014 року в Росії Роком Греції і навпаки — в Греції Роком Росії. Крім того обговорювались проблеми грецької діаспори на теренах Росії та репатріантів в Греції.
Справжня гордість понтійців та власне греків — Федір Юрчихін, російський космонавт (423-й космонавт світу і 98-й космонавт Росії), Герой Російської Федерації. У свій перший політ Федір Юрчишин взяв національний прапор Греції «галанолевко» — на знак любові до своєї історичної батьківщини, а також він через супутниковий зв'язок спілкувався із матір'ю понтійською мовою.